# Mert Danışmaz
Mert Danışmaz (* 10. Mai 1995 in Bafra) ist ein türkischer Fußballtorhüter, der auf Leihbasis für Bayburt Grup İl Özel İdare GS spielt.

## Karriere
Danışmaz begann mit dem Vereinsfußball in der Nachwuchsabteilung von 1930 Bafraspor und spielte dann für die Jugendmannschaften von Trabzonspor.
Im Sommer 2013 erhielt er von Trabzonspor einen Profivertrag und wurde anschließend an den Zweitligisten 1461 Trabzon, den Zweitverein von Trabzonspor, ausgeliehen. Hier absolvierte er in der Spielzeit 2013/14 eine Zweitligapartie. Im Sommer 2014 geriet er unfreiwillig in die Medien, nachdem er Ende Juli 2014 eine Hirnblutung erlitt. Für die Spielzeit Saison 2014/15 wurde er erneut an 1461 Trabzon ausgeliehen. Am Ende dieser Saison konnte er mit seinem Verein die Play-offs der Liga gewinnen und damit den direkten Wiederaufstieg erreichen. Dabei blieb Danışmaz in dieser Spielzeit ohne Pflichtspieleinsatz.
Für die Spielzeit 2015/16 lieh ihn sein Verein an Bayburt Grup İl Özel İdare GS aus.

## Erfolge
Mit 1461 Trabzon
- Play-off-Sieger der TFF 2. Lig und Aufstieg in die TFF 1. Lig: 2014/15 (Ohne Einsatz)